# Ursula von Schwandorf
Ursula von Schwandorf OCist (* 14. Jahrhundert; † nach 1438) war eine deutsche Zisterzienserin und von 1418 bis 1421 Äbtissin des Zisterzienser-Klosters Wald.

## Leben
Ursula von Schwandorf stammte aus einem niederadeligen Geschlecht und war eine Tochter des Hans von Schwandorf von Reute. Sie hatte zwei Brüder Hans und Heinrich und war verwandt mit den Nonnen Klara und Elisabeth von Schwandorf, die beide im Kloster Wald lebten. Ab 1397 ist sie als Nonne und als Schreiberin im Kloster Wald nachweisbar. 1401 wurde ihr von ihrem Vater als Leibgeding der Korn- und Heuzehnt zu Schonloch übertragen. Ab dem 21. Juni 1418 stand sie dem Kloster Wald als regierende Äbtissin vor. Nach 1421 gab sie das Amt jedoch wieder auf und blieb weiterhin als Nonne im Kloster. Neben zwei kleinen Gütern in Rohrdorf, die sie als Lehen der Herzöge von Teck erhalten hatte, erwarb sie 1438 noch einen Weingarten in Überlingen. Nach dem 13. Dezember 1438 ist Ursula von Schwandorf in Wald nicht mehr nachweisbar.